# مارتین کایمر
مارتین کایمر (انگلیسی: Martin Kaymer؛ زادهٔ ۲۸ دسامبر ۱۹۸۴) گلف‌باز اهل آلمان است.